# 長谷部史親
長谷部 史親（はせべ ふみちか、1954年4月19日 - 2022年4月6日）は、日本の探偵・推理小説の評論家。

## 生涯
東京生まれ。早稲田大学法学部卒。
古書店経営のかたわら、推理小説の評論活動を行う。雑誌幻影城ファンクラブ「怪の会」元会員。
1992年『欧米推理小説翻訳史』で日本推理作家協会賞受賞。1994年『日本ミステリー進化論』で大衆文学研究賞受賞。

## 著書
- 『探偵小説談林』六興出版 1988.7
- 『英国『探偵雑誌』総目次・索引』泰西書院 1991.11
- 『欧米推理小説翻訳史』<活字倶楽部>本の雑誌社 1992.5、<日本推理作家協会賞受賞作全集>双葉文庫 2007
- 『推理小説に見る古書趣味』図書出版社 1993.1
- 『日本ミステリー進化論 この傑作を見逃すな』日本経済新聞社 1993.8
- 『海外ミステリ歳時記』講談社現代新書 1994.7
- 『私の江戸川乱歩体験』広済堂出版 1995.4
- 『海外ミステリ遊歩道』広済堂出版 1996.3
- 『ミステリの辺境を歩く』アーツアンドクラフツ 2002.12

### 編著
- 『忠臣蔵傑作大全』集英社文庫 1992.11
- 『日本ミステリーの一世紀』縄田一男共編 広済堂出版 1995
- 『斬刃 時代小説傑作選』コスミック出版 2005.5 (時代文庫)

## 参考
- 文藝年鑑2007